# Монако, Луис
Луис Монако (англ. Louis Monaco; 28 апреля 1968 года, Денвер) — американский боксёр-профессионал, джорнимен, выступавший в тяжёлой весовой категории .

## Профессиональная карьера
Дебютировал в августе 1995 года в бою с Терри Лопесом, которого победил раздельным решением судей в 4- раундовом бою.

## Лучшие моменты карьеры
В январе 1996 года встретился с бывшим кикбоксером Риком Руфусом. В 4-раундовом бою была объявлена ничья.
В апреле 1996 года  во 2 раз встретился с непобеждённым Марком Коннолли. Монако победил решением большинства судей в 4 раундовом бою.
В июле 1996 года встретился с Питером Макнили. Монако победил техническим нокаутом в 5 раунде.
В феврале 1997 года встретился с непобеждённым Кевином Макбрайдом. Монако победил техническим нокаутом в 5 раунде.
В апреле 1997 года встретился с Майклом Доуксом. В 1 раунде Монако отправил Доукса в нокдаун и победил единогласным решением судей.
В мае 1997 года встретился с Джеймсом Бастером Дагласом. В первом раунде Монако нанёс мощный кросс после гонга, означающего конец раунда и послал Дугласа в нокаут. Дуглас не смог оправиться даже после пяти минут отдыха и был награждён победой дисквалификацией Монако.
В феврале 2004 года во 2 раз встретился с Кенни Лемосом. В 6-раундовом бою была объявлена ничья.
В апреле 2004 года в бою за титул чемпиона Канады-США-Мексики встретился с  Сатклиффом Шейном. Монако победил единогласным решением судей.
В августе 2006 года в 3 раз встретился с Кенни Лемосом. Монако победил единогласным решением судей в  6-раундовом бою.

## Поражения  нокаутом
В декабре 1995 года в  своём 2  бою встретился с непобеждённым Эриком «Баттербином» Эшем. Эш сразу пошёл в атаку и сшиб Монако с ног. Монако поднялся, но затем Эш ещё дважды отправлял его в нокдаун, после чего рефери остановил бой.
В октябре 1996 года встретился с непобеждённым Майклом Грантом. Грант победил техническим нокаутом в 3 раунде.
В декабре 1996 года встретился с  Джереми Уильямсом. Уильямс победил нокаутом в 3 раунде.
В июле 1997 года встретился с непобеждённым Кирком Джонсоном. Джонсон победил техническим нокаутом в 7 раунде.
В марте 1998 года встретился с непобеждённым Виталием Кличко. Кличко победил нокаутом в 3 раунде.
В июне 1998 года встретился с непобеждённым Леймоном Брюстером. Брюстер победил нокаутом во 2 раунде.
В мае 1999 года встретился с Морисом Хариисом. Харрис победил техническим нокаутом в 1 раунде.
В мае 2000 года встретился с Самсоном Поухой. Поуха победил нокаутом в 8 раунде.
В марте 2002 года во 2 раз встретился с Джереми Уильямсом. Уильямс победил нокаутом в 1 раунде.
В августе 2005 года встретился с Лэнсом Уитакером. Уитакер победил техническим нокаутом в 3 раунде.
В июне 2006 года встретился с непобеждённым Кертсоном Мэнсуэллом. Мансуэлл победил техническим нокаутом в 8 раунде.
В октябре 2006 года встретился с непобеждённым Джои Абелем. Абель победил техническим нокаутом в 4 раунде.
В феврале 2008 года встретился с Эриком Бусом. Бус победил техническим нокаутом в 5 раунде.
В декабре 2013 года встретился с Алонзо Батлером. Батлер победил нокаутом в 1 раунде.